# デリシャスボディガール・瞳 超高級食パンのセクシーディナーを召し上がれ
『デリシャスボディガール・瞳 超高級食パンのセクシーディナーを召し上がれ』（デリシャスボディガール・ひとみ ちょうこうきゅうしょくパンのセクシーディナーをめしあがれ）は、FANZAにて2021年1月6日より配信されている配信ドラマ、オリジナルビデオ作品である。小淵アキラ脚本・監督作。

## 概要
『デリシャスボディガール・美咲』に続く、「食欲」と「性欲」が絡み合うグルメ・エロス第二弾作品として立案され、製作開始。
R18版が2021年1月6日よりFANZAで先行配信開始。同日よりシネマファストよりレンタル開始。同年2月3日、竹書房よりセル販売開始。レンタル、セル版はR15編集されている。
サブタイトルを含む正式タイトルは『デリシャスボディガール・瞳 超高級食パンのセクシーディナーを召し上がれ』。R18版配信は主演女優の名を冠した『星なこと卯水咲流のHOT＆SEXYグラマラスボディと味わう至高の快感絶頂』。

## あらすじ
小さな商店街を二分する食パンと喫茶店の西川と総菜屋の東山。朱塗りの橋をまたいだ両家はなぜか代々目の敵にしていた。しかし実は西川家の娘・瞳と東山家の息子・アキトは人目を盗んで交際中。2人は努力の結晶として、お互いの食材に合うパンと具材の開発にいそしんでいた。
ある日、大会社である「南国屋」2代目の若社長がお忍びで西川の食パンを買っていたところを商店会の会長が目撃。会長の発案で縁談話が持ち上がる。

## 登場人物
西川瞳
演 - 星なこ
喫茶店西川の店員。高校卒業後、製パン工房で勉強。父の経営する喫茶店を手伝いながら手作り食パンを作り、喫茶店で販売している。密かに同じ商店街で働く東山アキトと交際しているが、店同士が長年のライバル関係であるため、周囲には隠している。
東山アキト
演 - 藤井健人
商店街・人気総菜屋のひとり息子。新たな商品の開発に熱心。密かに瞳と交際しており、サンドイッチに合うタルタルソース作り、唐揚げ作りに取り組んでいる。
南ヒロアキ
演 - 橘秀樹
外食チェーン「南国屋」2代目の若社長。跡を継いで3年目。企業のルーツは個人経営の食堂であり、個人経営の店にも理解がある。セントラルキッチン制を導入する外食店が多い中で、店舗ごとに独自の味を守る自由度の高い社の方針を示しており、これに反対する派閥も抱える。
北川エリ
演 - 卯水咲流
北川商事社長秘書で、北川商事社長の実娘。南の交際相手。
西川家の父
演 - 滝川拳
商店街で喫茶店を営む西川瞳の父。総菜屋の東山一家とは先祖代々いがみ合う関係。妻藤子を15年前に亡くしており、男手一つで瞳を育てた。
東山家の父
演 - 清水大敬
商店街で総菜屋を営む東山アキトの父。量り売りする昔ながらの店だが、テレビ取材が相次ぐ人気店。西川一家とは先祖代々いがみ合う関係。
東山家の母
演 - 落合ひとみ　
東山アキトの母。テレビ取材時には夫のファッションにも気を遣う。
田中
演 - 菅野達也
商店会会長。瞳の父に南との縁談を持ち掛ける。
大和田
演 - 岩佐拓真
南国屋専務。敵対的買収の気配を感じ、対策を講じるため動いている。

## スタッフ
- 製作：高澤吉紀
- プロデューサー：吉田堯（彩プロ）、池田大威（オーパーツ）
- フードコーディネーター：新垣ことり
- 撮影：山川邦顕
- 録音、仕上げ：植田中
- 編集：小鷹裕
- ヘアメイク：CHISA、大岸美沙希
- スチール：こくまい太
- 製作応援：郡司博史
- 撮影協力：マインズ、ディアズグループ、ドリーヴス、優企画、スリーケット、パセラ珈琲南池袋店、サロンガイヤール・ロンヌアーシュ、デコラキッチンスタジオ、鳥ひさ、スタジオカプリ、グンジ印刷
- 監督・脚本：小淵アキラ
- 制作協力：オーパーツ
- 製作著作：シネポップ